# Peaugres
Peaugres est une commune française, située dans le département de l'Ardèche en région Auvergne-Rhône-Alpes.
Positionnée à proximité de la vallée du Rhône, la commune est rattachée à la communauté d'agglomération d'Annonay et abrite un safari parc qui reçoit de nombreux visiteurs, chaque année.

## Géographie

### Situation et description

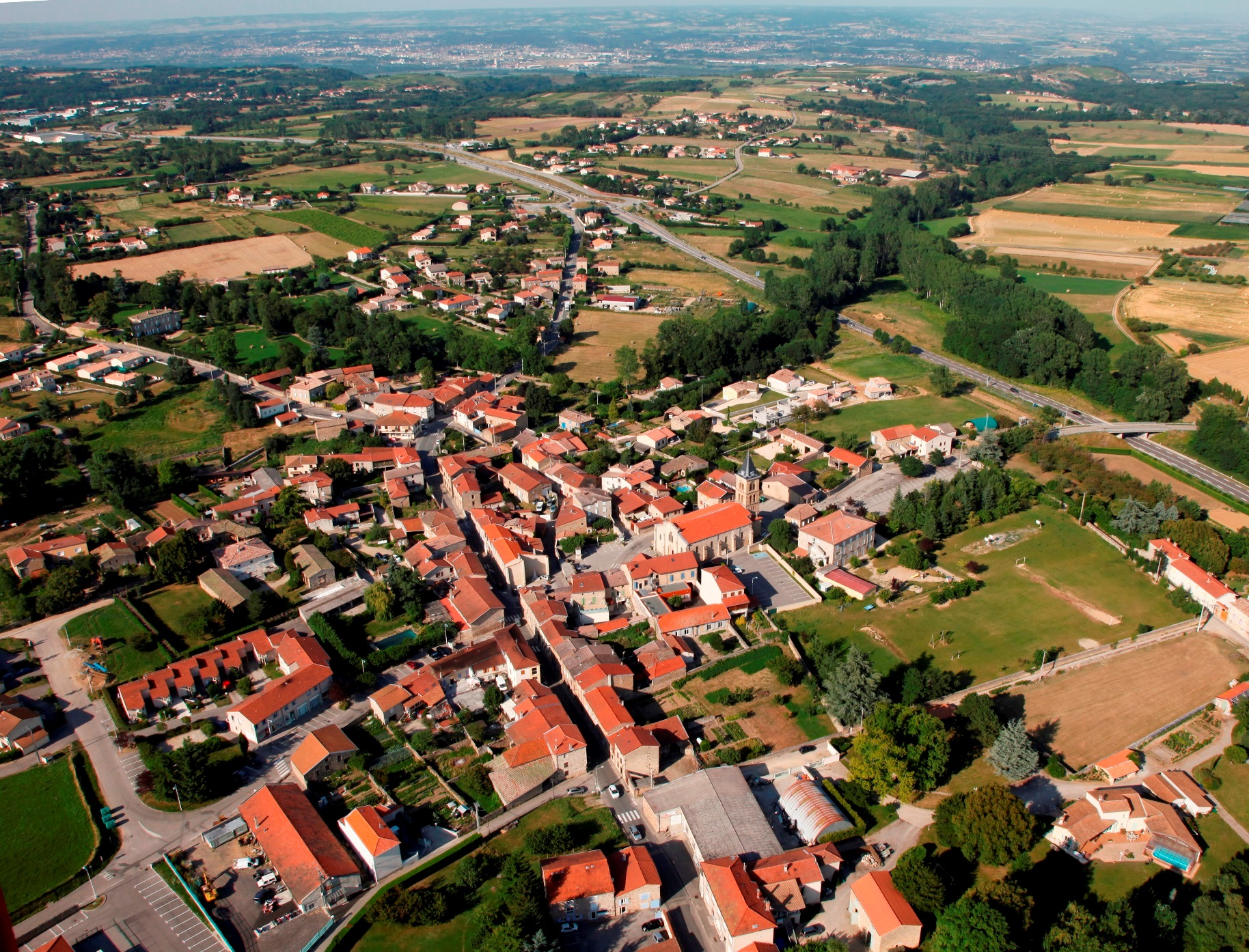
Un bourg résidentiel sur un plateau cultivé.

Sur le plateau nord-ardéchois, la commune de Peaugres a l'avantage d'être située entre le bassin annonéen et le bassin rhodanien. Des travailleurs de l'un ou l'autre pôle ont donc trouvé pratique de s'y installer. La commune est aussi un lieu de passage, avec notamment les nombreux visiteurs du Safari Parc. Elle dispose également d'une zone d'activités industrielles et artisanales.
Peu à peu, durant les dernières décennies, le village a pris la taille d'un bourg où de nouvelles formes de vie collective se sont installées, avec une quarantaine d'associations agricoles, sportives, culturelles, de loisirs… En 2015, les deux écoles totalisent plus de 300 élèves. Des locaux accueillent des animations pour la petite enfance et la jeunesse. Une quinzaine de commerces et de services se sont installés peu à peu.
À partir de juillet 1991, l'ouverture de la déviation du village a permis au village de se réapproprier son centre : réfection de la mairie, de la place centrale avec ses lavoirs et sa fontaine, sauvegarde des petites rues, aménagements d'itinéraires piétonniers.

### Climat
Pour des articles plus généraux, voir Climat d'Auvergne-Rhône-Alpes et Climat de l'Ardèche.
En 2010, le climat de la commune est de type climat du Bassin du Sud-Ouest, selon une étude du CNRS s'appuyant sur une série de données couvrant la période 1971-2000. En 2020, Météo-France publie une typologie des climats de la France métropolitaine dans laquelle la commune est dans une zone de transition entre le climat de montagne et le climat méditerranéen et est dans une zone de transition entre les régions climatiques « Moyenne vallée du Rhône » et « Sud-est du Massif Central ».
Pour la période 1971-2000, la température annuelle moyenne est de 11,2 °C, avec une amplitude thermique annuelle de 17,4 °C. Le cumul annuel moyen de précipitations est de 858 mm, avec 8,1 jours de précipitations en janvier et 5,9 jours en juillet. Pour la période 1991-2020, la température moyenne annuelle observée sur la station météorologique installée sur la commune est de 12,3 °C et le cumul annuel moyen de précipitations est de 752,5 mm,. Pour l'avenir, les paramètres climatiques de la commune estimés pour 2050 selon différents scénarios d'émission de gaz à effet de serre sont consultables sur un site dédié publié par Météo-France en novembre 2022.
| Mois                                  | jan.          | fév.           | mars           | avril         | mai          | juin          | jui.         | août          | sep.          | oct.          | nov.          | déc.          | année      |
| ------------------------------------- | ------------- | -------------- | -------------- | ------------- | ------------ | ------------- | ------------ | ------------- | ------------- | ------------- | ------------- | ------------- | ---------- |
| Température minimale moyenne (°C)     | 0,9           | 1,1            | 4              | 7,5           | 10,6         | 14,7          | 16,7         | 16,2          | 12,9          | 9,5           | 5             | 1,6           | 8,4        |
| Température moyenne (°C)              | 3,6           | 4,2            | 7,9            | 11,8          | 15,1         | 19,6          | 21,8         | 21,2          | 17,4          | 13            | 7,8           | 4,4           | 12,3       |
| Température maximale moyenne (°C)     | 6,3           | 7,3            | 11,7           | 16,1          | 19,6         | 24,5          | 26,8         | 26,2          | 21,9          | 16,4          | 10,7          | 7,1           | 16,2       |
| Record de froid (°C) date du record   | −8,6 07.01.17 | −12,7 05.02.12 | −10,4 01.03.05 | −2,1 08.04.21 | 1,8 05.05.19 | 5,1 02.06.06  | 8,4 10.07.07 | 9,2 27.08.11  | 5 27.09.10    | −0,9 30.10.12 | −5,7 21.11.05 | −11 20.12.09  | −12,7 2012 |
| Record de chaleur (°C) date du record | 17,1 10.01.15 | 20,1 23.02.20  | 23,3 31.03.21  | 26,4 21.04.18 | 31 24.05.09  | 36,2 22.06.03 | 38 24.07.19  | 38,3 13.08.03 | 31,9 14.09.20 | 27,6 09.10.23 | 20,3 14.11.23 | 17,2 21.12.22 | 38,3 2003  |
| Précipitations (mm)                   | 44,1          | 35,7           | 39,5           | 59,4          | 72,5         | 63,7          | 69,5         | 54,3          | 62,5          | 101,2         | 95,5          | 54,6          | 752,5      |

## Urbanisme

### Typologie
Au 1er janvier 2024, Peaugres est catégorisée bourg rural, selon la nouvelle grille communale de densité à 7 niveaux définie par l'Insee en 2022.
Elle appartient à l'unité urbaine de Peaugres, une agglomération intra-départementale dont elle est ville-centre,. Par ailleurs la commune fait partie de l'aire d'attraction d'Annonay, dont elle est une commune de la couronne,. Cette aire, qui regroupe 37 communes, est catégorisée dans les aires de 50 000 à moins de 200 000 habitants,.

### Occupation des sols
L'occupation des sols de la commune, telle qu'elle ressort de la base de données européenne d’occupation biophysique des sols Corine Land Cover (CLC), est marquée par l'importance des territoires agricoles (58 % en 2018), en diminution par rapport à 1990 (78,9 %). La répartition détaillée en 2018 est la suivante : 
zones agricoles hétérogènes (30,8 %), forêts (20,9 %), zones urbanisées (20,6 %), prairies (20,4 %), terres arables (6,8 %), zones industrielles ou commerciales et réseaux de communication (0,5 %).
L'évolution de l’occupation des sols de la commune et de ses infrastructures peut être observée sur les différentes représentations cartographiques du territoire : la carte de Cassini (XVIIIe siècle), la carte d'état-major (1820-1866) et les cartes ou photos aériennes de l'IGN pour la période actuelle (1950 à aujourd'hui).

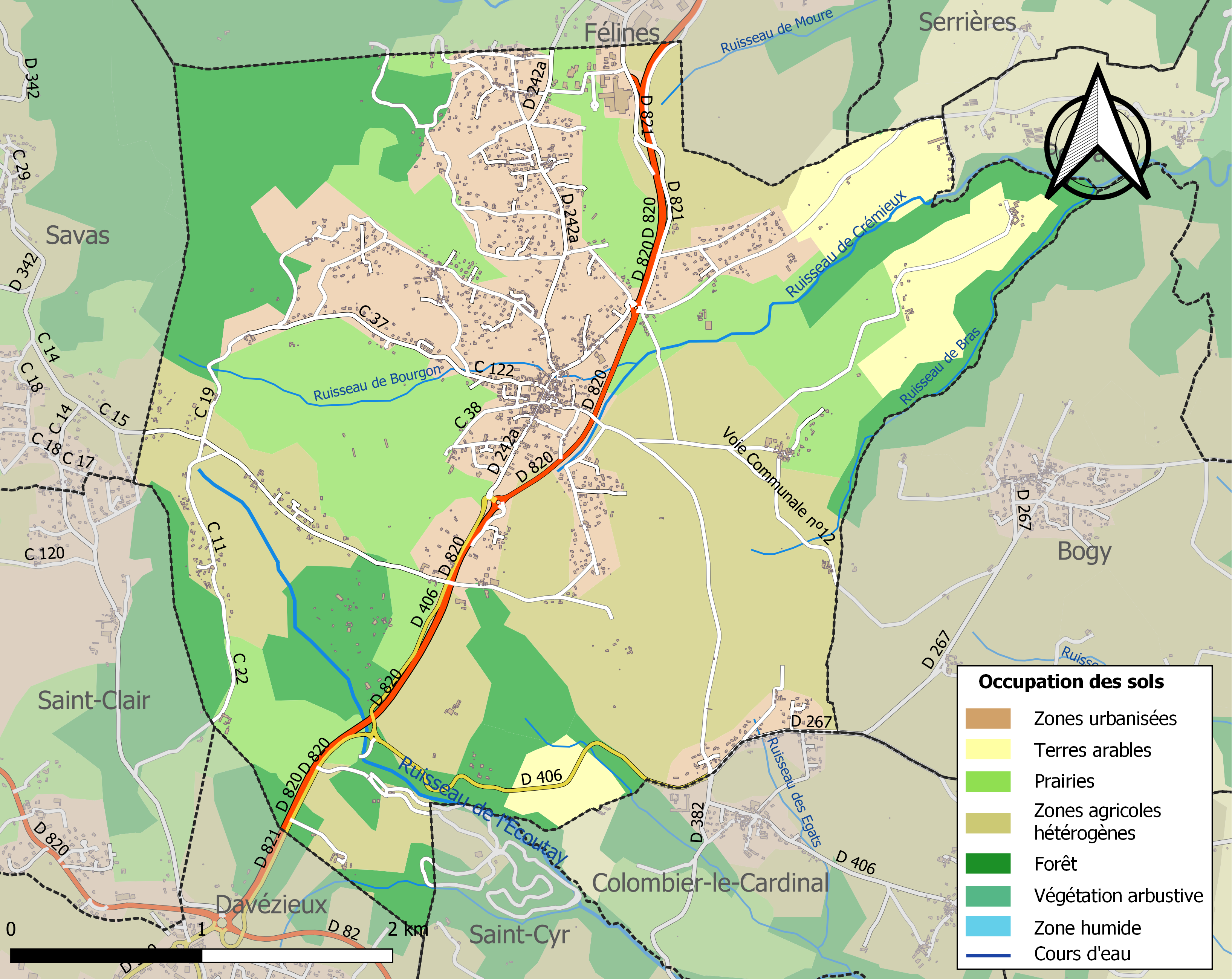
Carte des infrastructures et de l'occupation des sols de la commune en 2018 (CLC).

## Toponymie
Peaugres s'est appelé en latin Prologo, mais en langue locale Peulgre, Polgres ou Piogres...

## Histoire

### Préhistoire et Antiquité

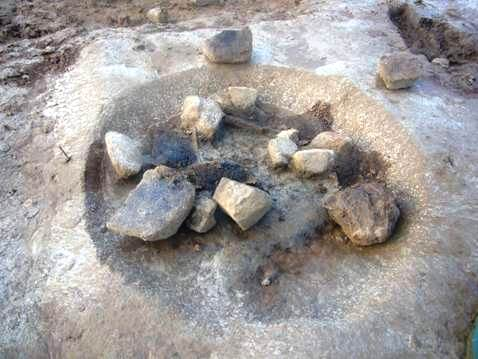
Des fosses à feu et des silex, datant de 4500 av. J.-C.

Le plateau de Peaugres a été occupé depuis très longtemps : lors de l'aménagement de la 2×2 voies en 2006, des archéologues ont trouvé les traces de plusieurs « fosses à feu » et de silex, datant de 4 500 av. J.-C. Pour l'époque gallo-romaine, des briques et des tuiles romaines ont été retrouvées en divers endroits. Le pays s'est ensuite christianisé. Son prieuré a été dépendant d'abord des bénédictins de Cluny, puis, à partir de 1376, des célestins de Colombier-le-Cardinal.

### Moyen Âge

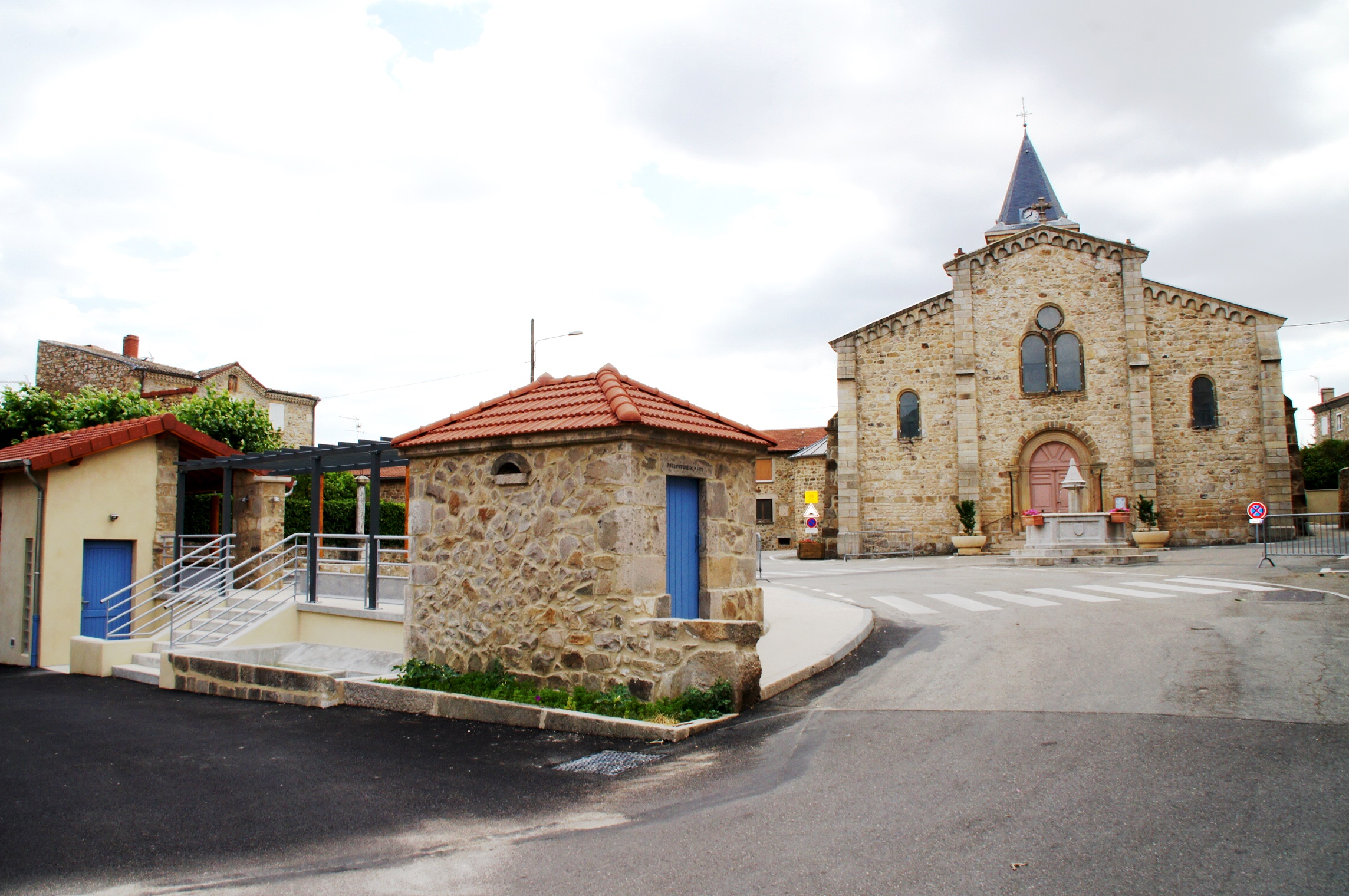
La place de l'église, avec sa fontaine et son lavoir.

En fin de Moyen Âge, le territoire devait compter environ 600 habitants, moitié au village, moitié dans les hameaux. Il en a ensuite abrité un millier pendant presque tout le XIXe siècle. Le village s'est structuré autour du nouveau tracé de la route départementale. Il s'est construit une école religieuse pour les filles, une autre pour les garçons ; on a agrandi l'église Saint-Martin (rattachée aujourd'hui à la paroisse catholique « Bienheureux Gabriel Longueville » ,) et aménagé la place publique…

### Époque contemporaine
Au XXe siècle, avec le dépeuplement des campagnes, la population a diminué jusqu'à 578 habitants en 1968. L'installation de villas l'a fait monter ensuite très rapidement à 2 000 habitants dans les années 2000.
À partir de juillet 1991, la déviation de la départementale autour du village a permis au cœur du village de se réorganiser.

## Politique et administration

### Liste des maires
| Période                                  | Période                   | Identité        | Étiquette | Qualité                                             |
| ---------------------------------------- | ------------------------- | --------------- | --------- | --------------------------------------------------- |
| Les données manquantes sont à compléter. |                           |                 |           |                                                     |
| mars 1971                                | mars 2001                 | Louis Garnier   |           |                                                     |
| mars 2001                                | mars 2008                 | Denis Badel     |           |                                                     |
| mars 2008                                | En cours (au 6 août 2020) | Ronan Philippe, | DVG       | Fonctionnaire, conseiller départemental depuis 2021 |

## Population et société

### Démographie
L'évolution du nombre d'habitants est connue à travers les recensements de la population effectués dans la commune depuis 1793. Pour les communes de moins de 10 000 habitants, une enquête de recensement portant sur toute la population est réalisée tous les cinq ans, les populations de référence des années intermédiaires étant quant à elles estimées par interpolation ou extrapolation. Pour la commune, le premier recensement exhaustif entrant dans le cadre du nouveau dispositif a été réalisé en 2008.

En 2022, la commune comptait 2 353 habitants, en évolution de +13,29 % par rapport à 2016 (Ardèche : +2,48 %, France hors Mayotte : +2,11 %).
| 1793  | 1800 | 1806 | 1821 | 1831 | 1836  | 1841  | 1846  | 1851  |
| ----- | ---- | ---- | ---- | ---- | ----- | ----- | ----- | ----- |
| 1 020 | 758  | 889  | 827  | 931  | 1 049 | 1 056 | 1 056 | 1 013 |

| 1856  | 1861  | 1866  | 1872 | 1876 | 1881 | 1886  | 1891 | 1896 |
| ----- | ----- | ----- | ---- | ---- | ---- | ----- | ---- | ---- |
| 1 059 | 1 009 | 1 057 | 976  | 972  | 984  | 1 004 | 972  | 869  |

| 1901 | 1906 | 1911 | 1921 | 1926 | 1931 | 1936 | 1946 | 1954 |
| ---- | ---- | ---- | ---- | ---- | ---- | ---- | ---- | ---- |
| 848  | 796  | 724  | 733  | 658  | 642  | 628  | 562  | 591  |

| 1962 | 1968 | 1975 | 1982  | 1990  | 1999  | 2006  | 2008  | 2013  |
| ---- | ---- | ---- | ----- | ----- | ----- | ----- | ----- | ----- |
| 572  | 578  | 654  | 1 028 | 1 456 | 1 681 | 1 911 | 1 978 | 1 963 |

| 2018  | 2022  | - | - | - | - | - | - | - |
| ----- | ----- | - | - | - | - | - | - | - |
| 2 219 | 2 353 | - | - | - | - | - | - | - |

En fin de Moyen Âge, le territoire devait compter environ 600 habitants, moitié au village, moitié dans les hameaux. Il en a ensuite abrité un millier pendant presque tout le XIXe siècle. Au XXe siècle, avec le dépeuplement des campagnes, la population a diminué jusqu'à 578 habitants en 1968. L'installation de villas l'a fait monter ensuite très rapidement à 2 000 habitants dans les années 2000.

### Enseignement
Rattachée à l'académie de Grenoble, la commune de Peaugres compte deux écoles, l'école des Champs Fleuris et l'école des Tamaris, la première étant un établissement public et la seconde un établissement privé.
L'école des Tamaris est un établissement catholique rattaché à la congrégation du Cœur de Jésus et de Marie à Tournon. L'école a pour particularité d'offrir à ses élèves un espace de verdure de taille considérable. L'école propose de nombreux services tels qu'une garderie pour les enfants le matin, le midi et le soir, une cantine commune aux deux écoles de la commune. Elle met également en place de nombreux projets (éducation routière, différents spectacles, journée de la fraternité, action bol de riz…).
L'établissement public des Champs Fleuris, situé rue de l'Égalité, compte 128 élèves[Quand ?]. L'école propose à ses élèves une cantine, commune avec les Tamaris.

### Manifestations culturelles et festivités

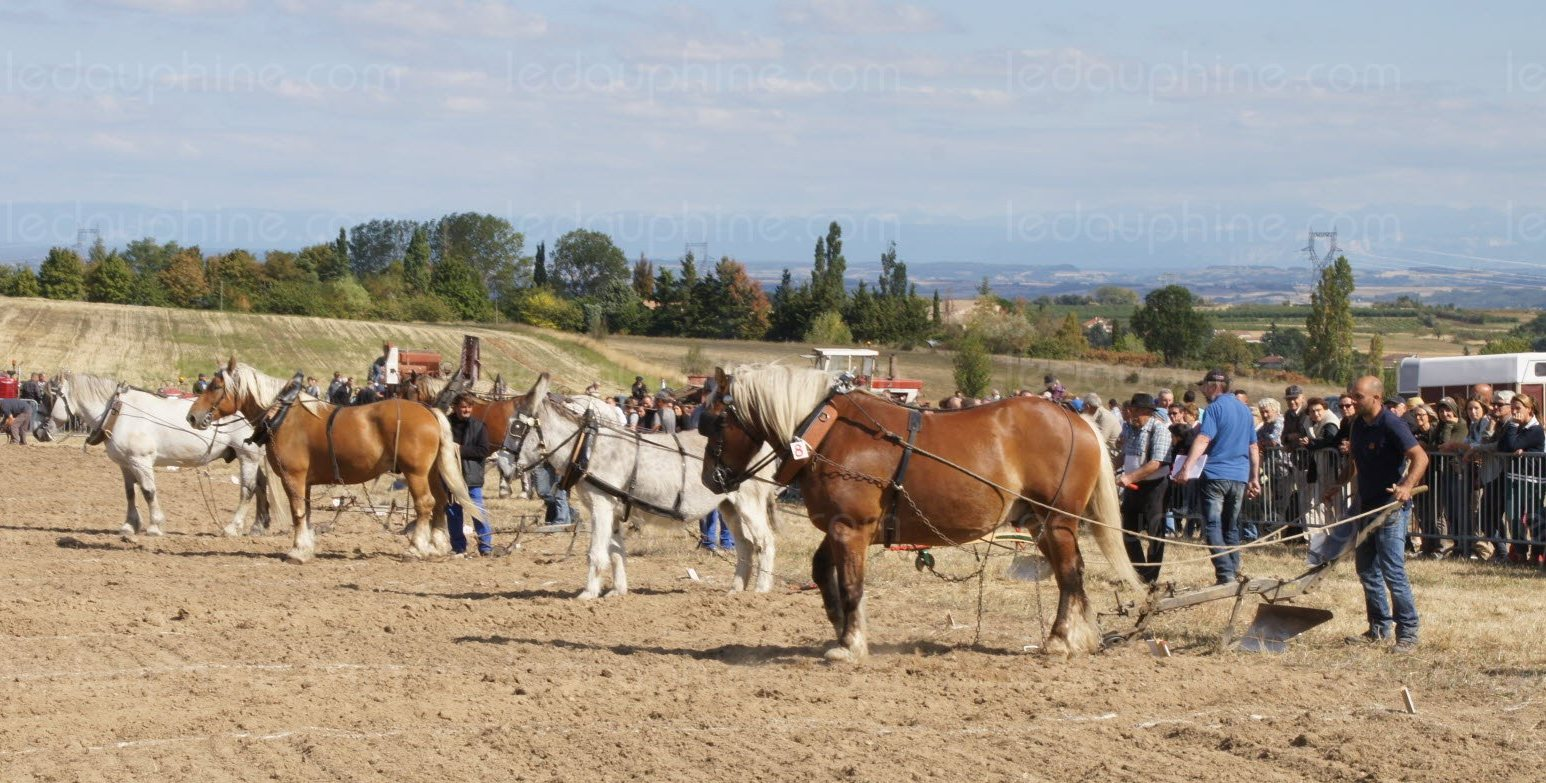
Chaque année, à l'automne, un concours de labours.

- Février / mars : représentations théâtrales des Baladins.
- Mars : Printemps des Écrivains.
- Mai : fête du Village.
- Septembre : concours de labours et randonnée La Tamarisienne.
- Novembre : galop avec les loups.
- Décembre : illuminations.

### Médias
Deux journaux sont distribués dans les réseaux de presse desservant la commune de Peaugres :
- L'Hebdo de l'Ardèche est un journal hebdomadaire français basé à Valence. Il couvre l'actualité de tout le département de l'Ardèche ;
- Le Dauphiné libéré est un journal quotidien de la presse écrite française régionale distribué dans la plupart des départements de l'ancienne région Rhône-Alpes, notamment l'Ardèche. La commune est située dans la zone d'édition d'Annonay.

### Associations
En 2015, une quarantaine d'associations fonctionnaient sur la commune. 
- Une douzaine de sports peuvent être pratiqués en association. « Courir à Peaugres » a fêté ses 25 ans.
- Sur le plan culturel, la bibliothèque prête plus de 12 000 ouvrages par an, mais organise aussi des expositions et des rencontres. Le groupe théâtral Les Baladins assure en fin d'hiver une dizaine de représentations. La commission Mémoire de la Bibliothèque présente régulièrement le résultat de ses recherches historiques.
- Parmi les loisirs proposés, on peut s'initier aux ordinateurs avec Peaugrinformatique, pratiquer des jeux vidéo et informatiques avec Ard'lan, le poker avec All in Raiser Club, des jeux de société avec « 2 tartes 1 pion », du scrapbooking avec Scrapandco…
- Le comité des fêtes encadre notamment la fête annuelle du village.
- Peaugres a rassemblé des vieux métiers et accueille régulièrement juments poulinières et chevaux de trait[1].

### Enfance et jeunesse en intercommunalité

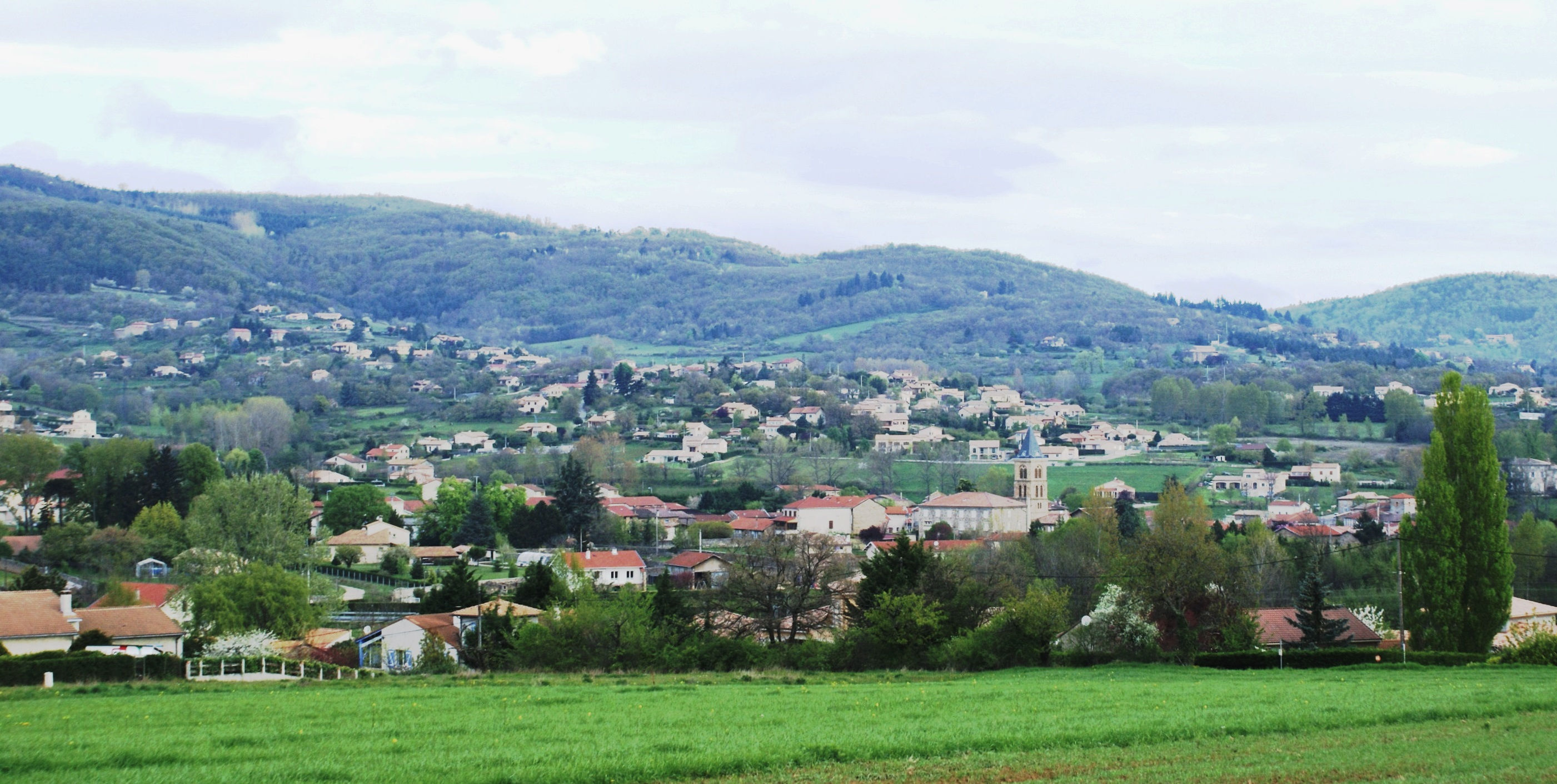
Panorama de la commune.

Sur le plateau de Peaugres, le secteur Enfance et Jeunesse est géré au sein d'un syndicat intercommunal qui regroupe six communes : Bogy, Charnas, Colombier le Cardinal, Félines, Peaugres et Vinzieux. Deux associations se sont spécialisées pour encadrer les diverses structures. L'Association de Gestion Intercommunale Petite Enfance (Agipe) rassemble 90 familles et gère la crèche multi-accueil L'îlot câlin de 25 places, le relais d'assistantes maternelles « Les P'tits Câlins », et L'îlot parents pour des rencontres entre adultes.
Une autre association de parents « Activités Loisirs » gère le centre de loisirs « L'île au Soleil », qui rassemble plus de 150 familles et environ 300 enfants. Les 3 à 10 ans ont des activités organisées les mercredis et pendant les vacances scolaires. Les 11-13 ans organisent plus librement leurs programmes dans des salles communales. Les 14-17 ans ont aussi des locaux mais participent plus facilement à des camps. Enfin « L'île des parents » propose des occasions de rencontre.

## Économie
Une trentaine d'entreprises sont installées sur la zone d'activités qui se situe à cheval sur Félines (ZA Le Flacher) et Peaugres (ZA La Boissonnette). Ces entreprises totalisent plus de 500 salariés.[réf. nécessaire]

## Culture locale et patrimoine

### Lieux et monuments

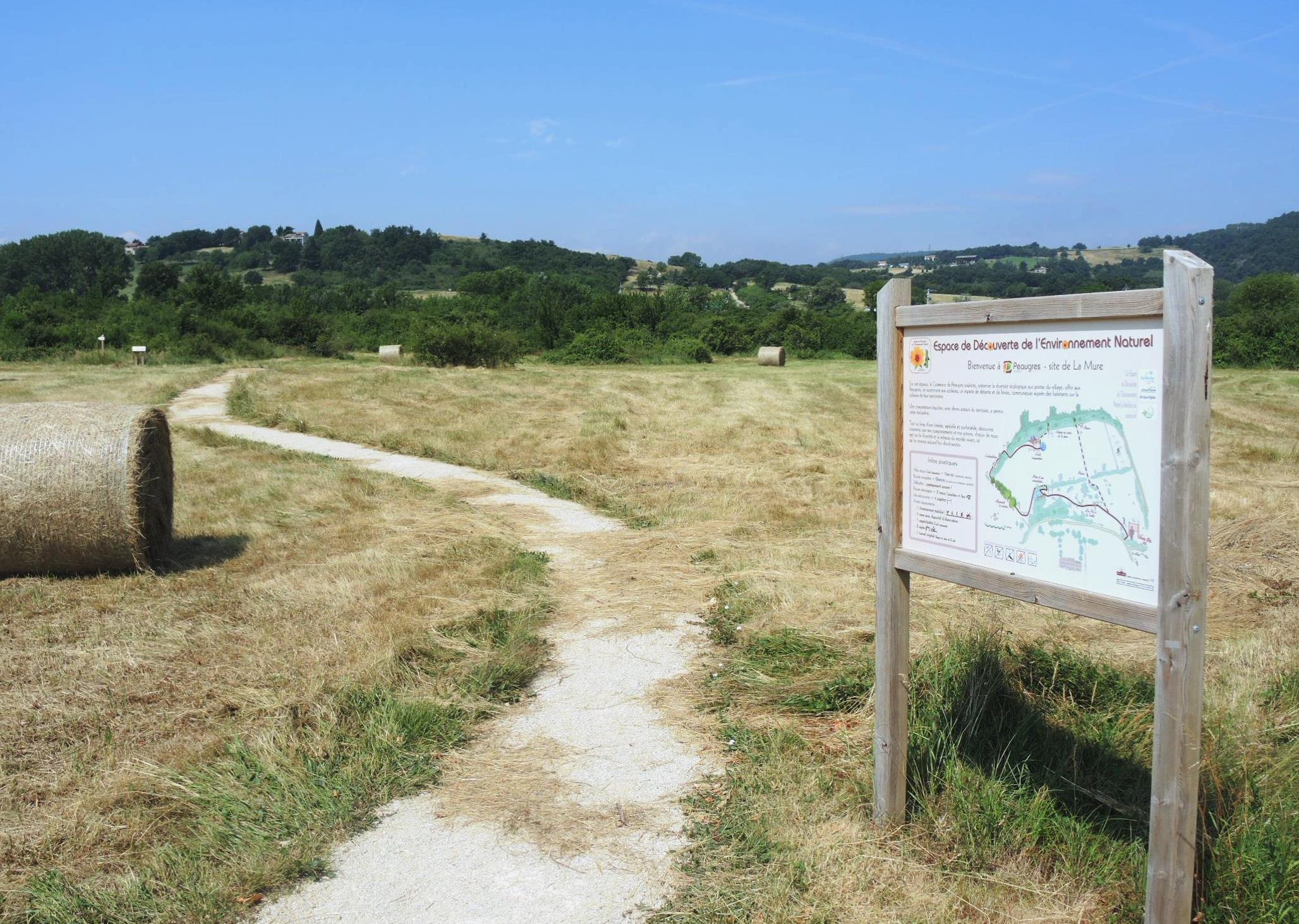
Un espace de découverte de l'environnement naturel et agricole.

- Le site de la Mure est un vaste domaine qui a été occupé au XVIe siècle par la famille de Baronnat. La résidence actuelle a été construite au début du XIXe siècle.
- Un espace de découverte de l'environnement naturel a été récemment aménagé à proximité de la Mure, sur un terrain de 6 hectares.
- La ferme Tiallou, au-dessus du village, rassemble des souvenirs et des usages de l'agriculture traditionnelle, avec animaux de ferme.
- Le château de Montanet a été construit et aménagé au début du XXe siècle par le patron tanneur Louis Périlhou. Il est devenu en 1973 le siège du Safari Parc.
- Au village, sur la place principale, les lavoirs ont été réhabilités et des croix ont été restaurées.
- Église Saint-Martin de Peaugres.

#### L'Entre Deux

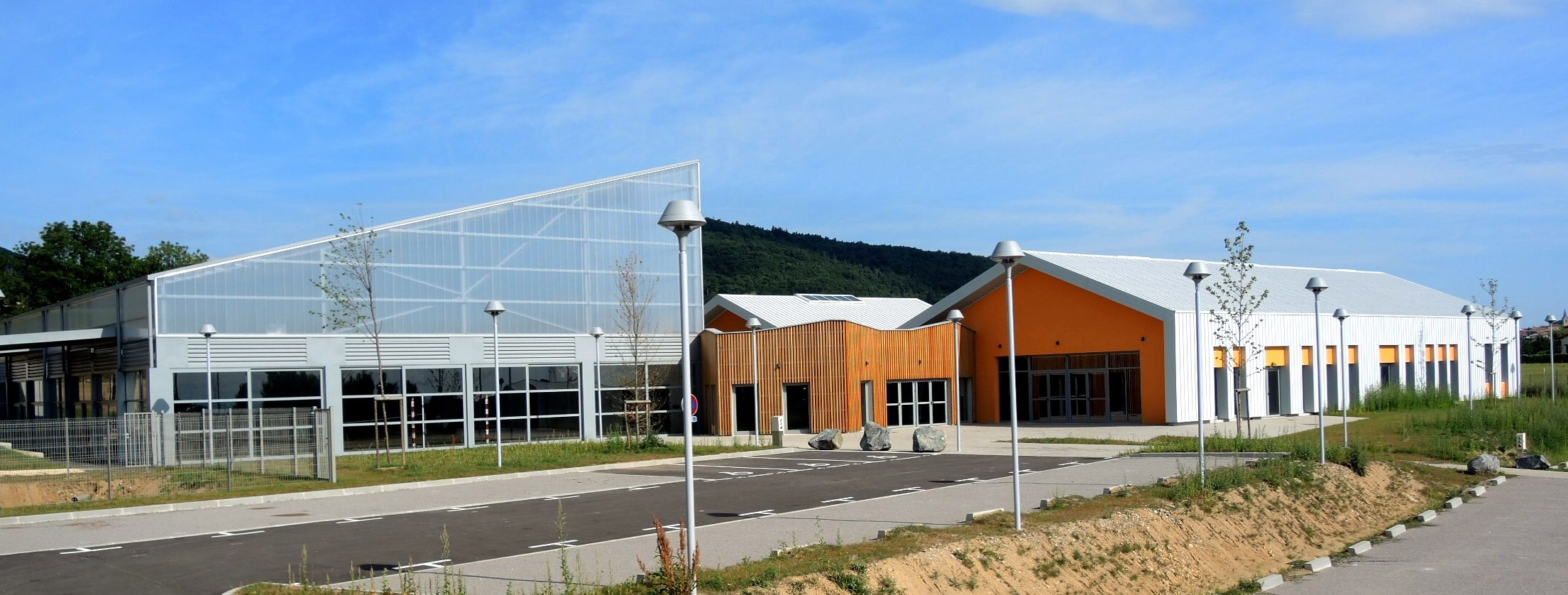
Un grand complexe intercommunal.

Les deux communes de Peaugres et Félines avaient toutes deux besoin de salles plus grandes ou plus pratiques. Les deux communes se sont donc associées pour construire un ensemble moderne composé en fait de plusieurs locaux.
Une salle sert de dojo pour les activités de type judo. Une salle de réception de 400 m2 reçoit les fêtes et peut être louée.
La plus grande salle permet d'accueillir des activités physiques ou de grands événements. Il s'agit en fait d'un abri de grande taille, non chauffé et au sol goudronné. La pratique du sport y est possible, mais elle n'est pas homologuée pour des compétitions.
Un grand terrain extérieur complète l'ensemble.
Un emploi communal à mi-temps a été ouvert pour gérer le site.

#### Le Safari Parc

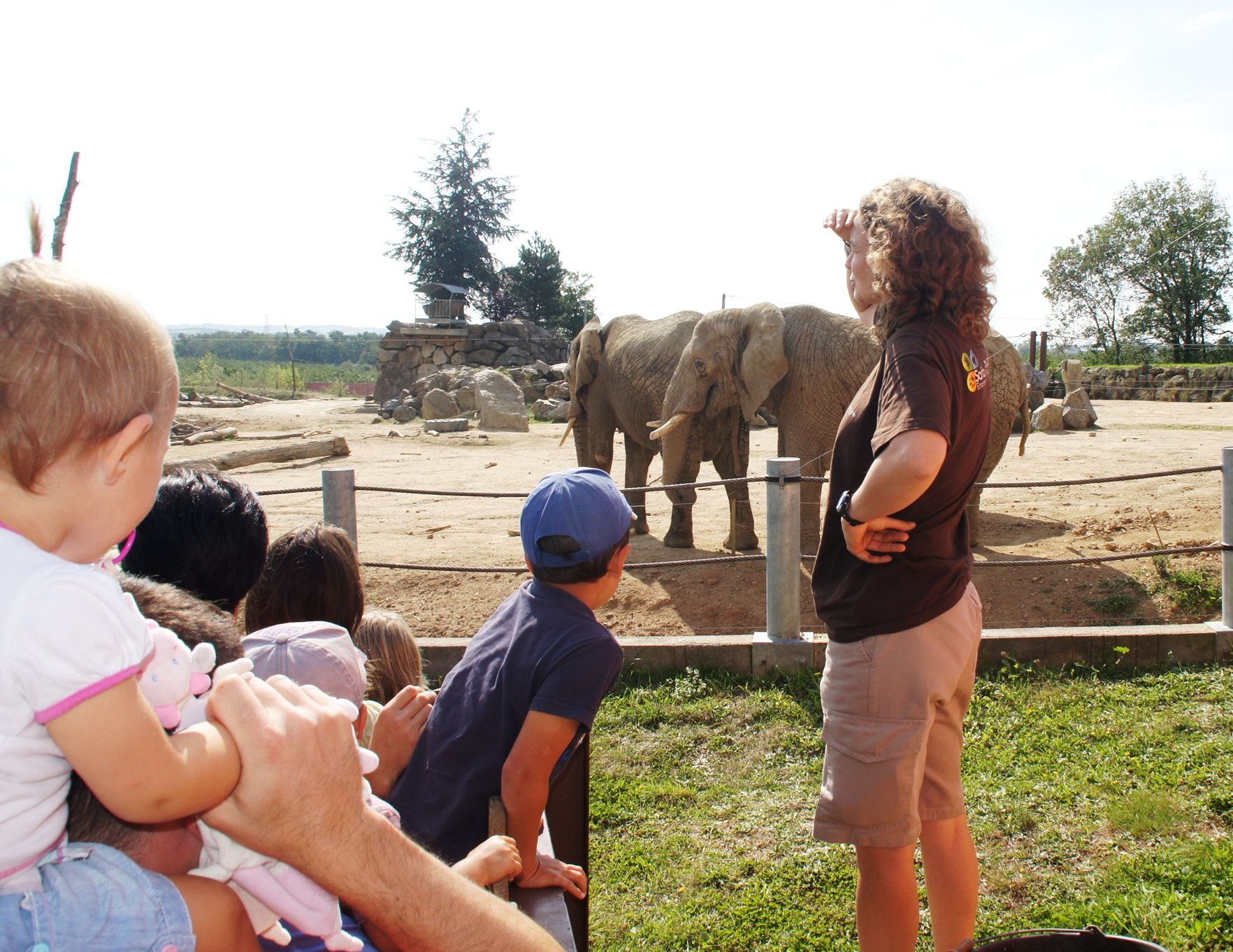
Un parc qui reçoit 300000 visiteurs par an.

Le Safari Parc de Peaugres a été créé en 1974 par le vicomte Paul de la Panouse. Il s'étend sur 80 hectares sur les communes de Peaugres et de Saint-Cyr. Il est divisé en deux secteurs, pour visite en voiture et à pied. Il rassemble plus de 1 000 animaux de 130 espèces différentes, dont une vingtaine dans le cadre de programmes européens pour les espèces menacées. Les spécimens présentés ne proviennent pas d'espaces naturels. Ils sont nés à Peaugres ou dans d'autres parcs zoologiques. Le parc reçoit, de début février à la mi-novembre, autour de 300 000 visiteurs. Il emploie une cinquantaine de personnes.

#### La ferme Tiallou

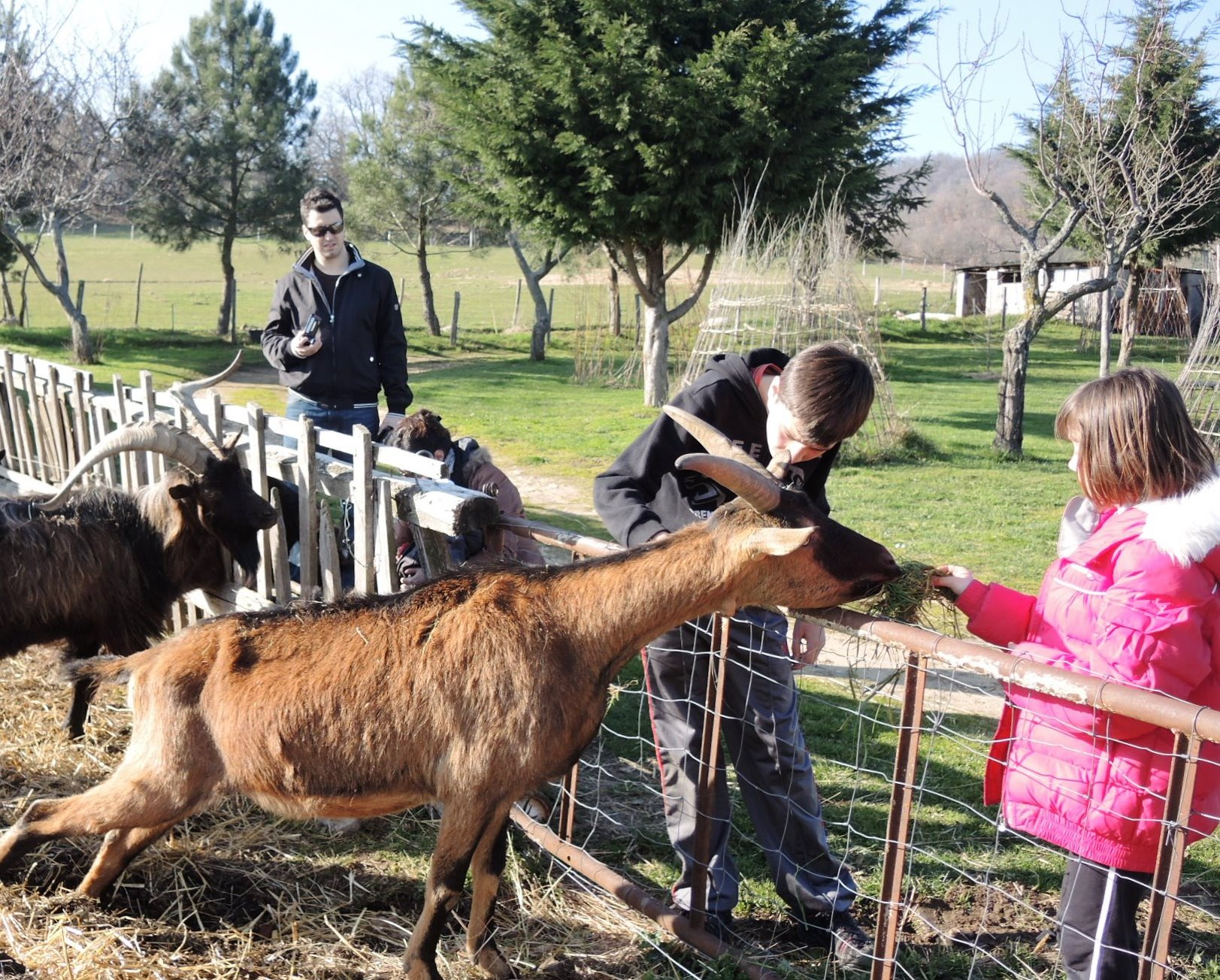
Des animaux traditionnels de ferme accessibles au plus près.

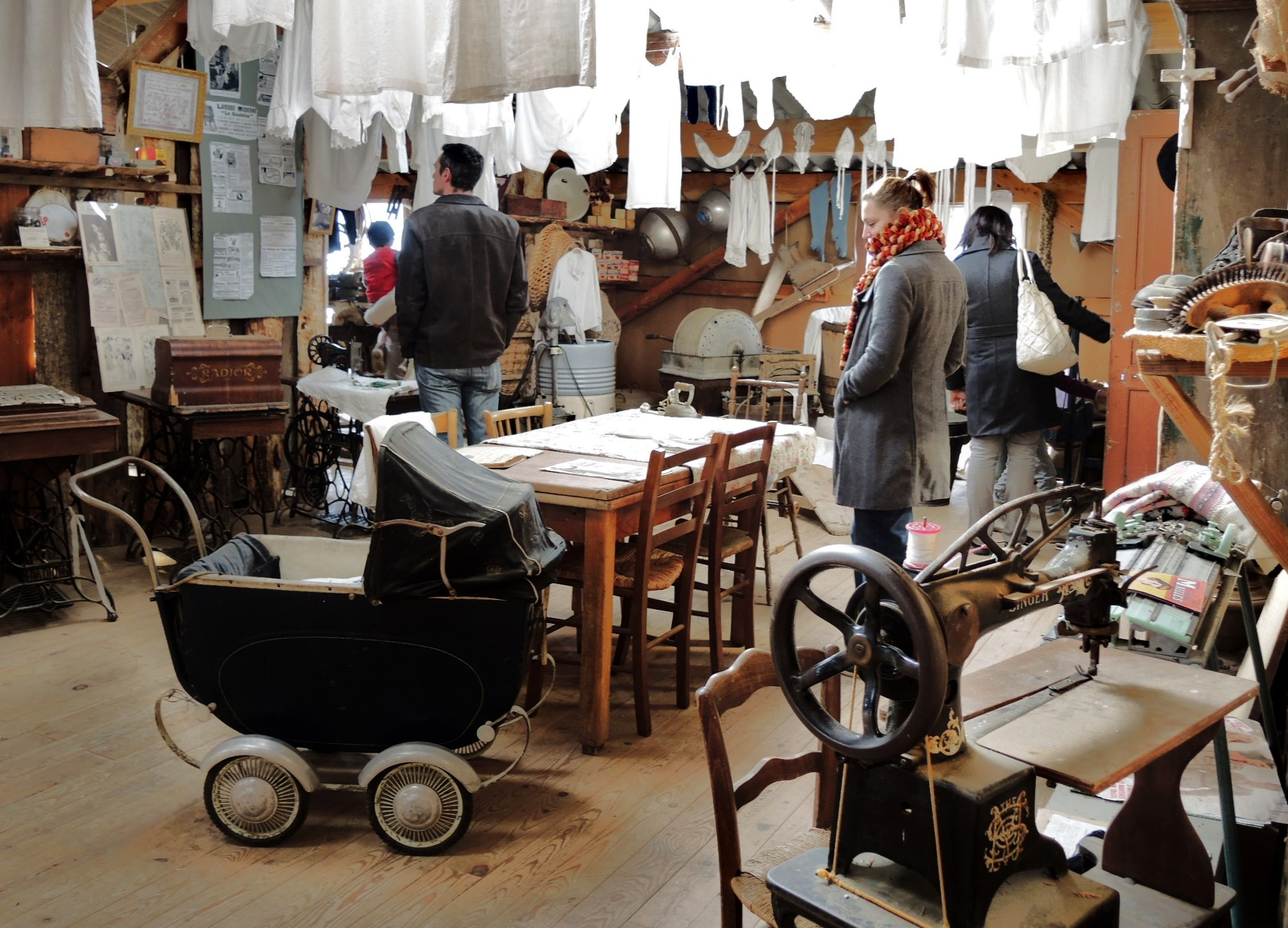
Une immense collection d'objets quotidiens des siècles passés.

La ferme Tiallou est une ferme à l'ancienne maintenue en l'état par souci pédagogique. On peut y approcher au plus près les animaux traditionnels : poules, lapins, cochons, chèvres, ânes, chevaux… Un vaste bâtiment a permis de recueillir une grande quantité d'objets caractéristiques des siècles passés: outils à main, charrues, charrettes, vêtements et sous-vêtements, anciennes machines à laver, ustensiles de cuisine, four à pain qui fonctionne, mobilier ménager et scolaire… En 2016, la ferme est ouverte aux visites individuelles les deuxièmes et derniers samedis et dimanches de chaque mois jusqu'au 30 octobre.[Passage à actualiser]

### Personnalités liées à la commune
- Paul Bourget (1852-1935), académicien français, issu d'une famille peaugroise au niveau de son grand-père Claude Bourget.

### Héraldique
|  | Peaugres possède des armoiries dont l'origine et le blasonnement exact ne sont pas disponibles. |

### Sources et bibliographie
- Henry Pizot, Notice historique sur la paroisse de Peaugres, 1865.
- Articles de François Bassaget dans le Dauphiné libéré du 13 août 2015.